# 本·科尔曼
本杰明·科尔曼（英語：Benjamin Coleman，1961年11月14日—2019年1月6日），美国NBA联盟职业篮球运动员。他在1984年的NBA选秀中第2轮第13顺位被芝加哥公牛选中。